# Ahmed Kaszhi
Ahmed Kaszhi (arabul:أحمد كاشي) (Aubervilliers, 1988. november 18. –) francia születésű algériai labdarúgó, aki középpályásként játszik. Jelenleg a Metz csapatában játszik.

## Pályafutása
2008. április 15-én debütált a Châteauroux csapatában a Stade de Reims elleni bajnoki mérkőzésen. Pár hónappal később 1 éves szerződést írt alá nevelőegyesületével.

## Válogatott
Annak ellenére, hogy francia születésű, mégis ő úgy gondolta, hogy az algériai labdarúgó-válogatottban szeretne szerepelni. 2014 decemberében bekerült a 2015-ös afrikai nemzetek kupájára utazó keretbe.

## Statisztika
(2015. január 6. állapot szerint.)
| Klub             | Szezon           | Bajnokság | Bajnokság | Coupe de France | Coupe de France | Coupe de la Ligue | Coupe de la Ligue | UEFA  | UEFA  | Összesen | Összesen |
| Klub             | Szezon           | Mérk.     | Gólok     | Mérk.           | Gólok           | Mérk.             | Gólok             | Mérk. | Gólok | Mérk.    | Gólok    |
| ---------------- | ---------------- | --------- | --------- | --------------- | --------------- | ----------------- | ----------------- | ----- | ----- | -------- | -------- |
| Châteauroux      | 2007–08          | 1         | 0         | 0               | 0               | 0                 | 0                 | 0     | 0     | 1        | 0        |
| Châteauroux      | 2008–09          | 21        | 1         | 0               | 0               | 2                 | 0                 | 0     | 0     | 22       | 1        |
| Châteauroux      | 2009–10          | 23        | 1         | 0               | 0               | 0                 | 0                 | 0     | 0     | 23       | 1        |
| Châteauroux      | 2010–11          | 17        | 1         | 0               | 0               | 0                 | 0                 | 0     | 0     | 17       | 1        |
| Châteauroux      | 2011–12          | 24        | 0         | 2               | 0               | 0                 | 0                 | 0     | 0     | 26       | 0        |
| Metz             | 2012–13          | 0         | 0         | 1               | 0               | 1                 | 0                 | 0     | 0     | 2        | 0        |
| Metz             | 2013–14          | 33        | 0         | 0               | 0               | 1                 | 0                 | 0     | 0     | 34       | 0        |
| Metz             | 2014–15          | 12        | 1         | 0               | 0               | 2                 | 0                 | 0     | 0     | 14       | 1        |
| Karrier összesen | Karrier összesen | 131       | 4         | 3               | 0               | 6                 | 0                 | 7     | 0     | 140      | 4        |